# Selaön
Selaön é a maior ilha do lago Mälaren na Suécia. Está situada no nordeste da comuna de Strängnäs, na província da Södermanland. Tem uma área de 95 quilômetros quadrados e está ligada à terra firme pela ponte de Stallarholmen, localizada no sul da ilha.
Conta com várias pedras rúnicas e com um campo funerário em Åsa, onde tem particular destaque um barco funerário da Idade do Ferro.

Selaön está citada na saga Heimskringla de Snorri Sturluson do século XIII, como sendo possivelmente o local onde o rei Granmar da Södermanland teria sido assassinado pelo rei lendário Ingjald illråde.

## Imagens de Selaön

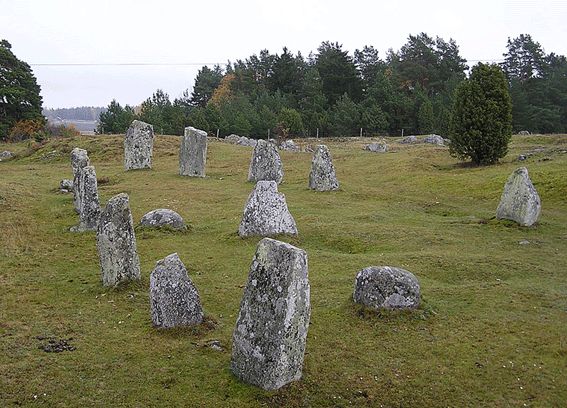
Barco funerário em Åsa (Åsa gravfält)
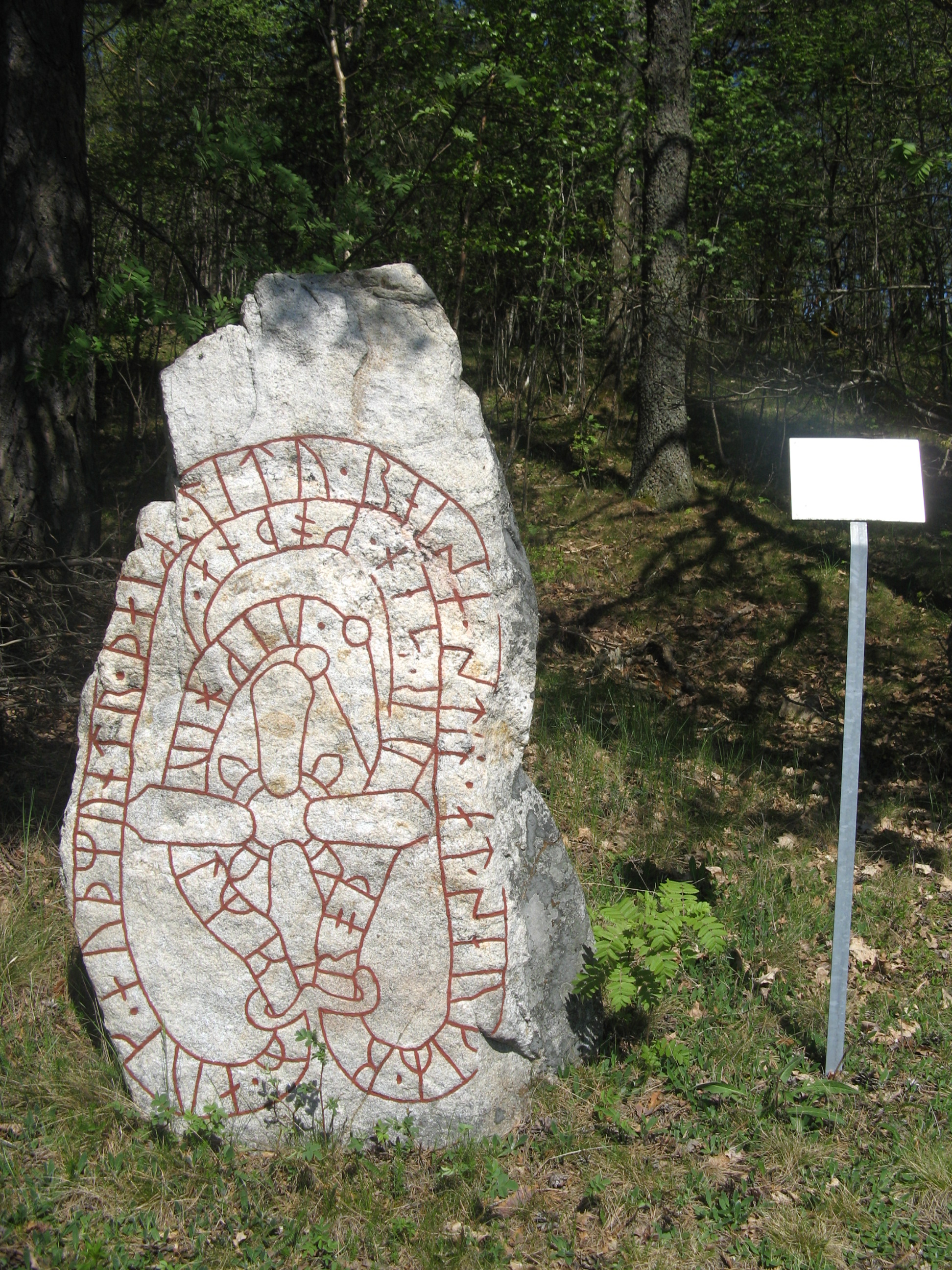
Pedra rúnica em Selaön
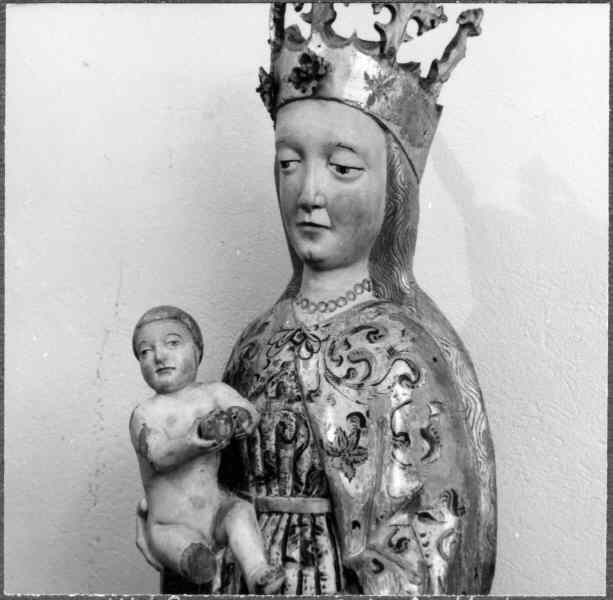
Interior da igreja de Överselö
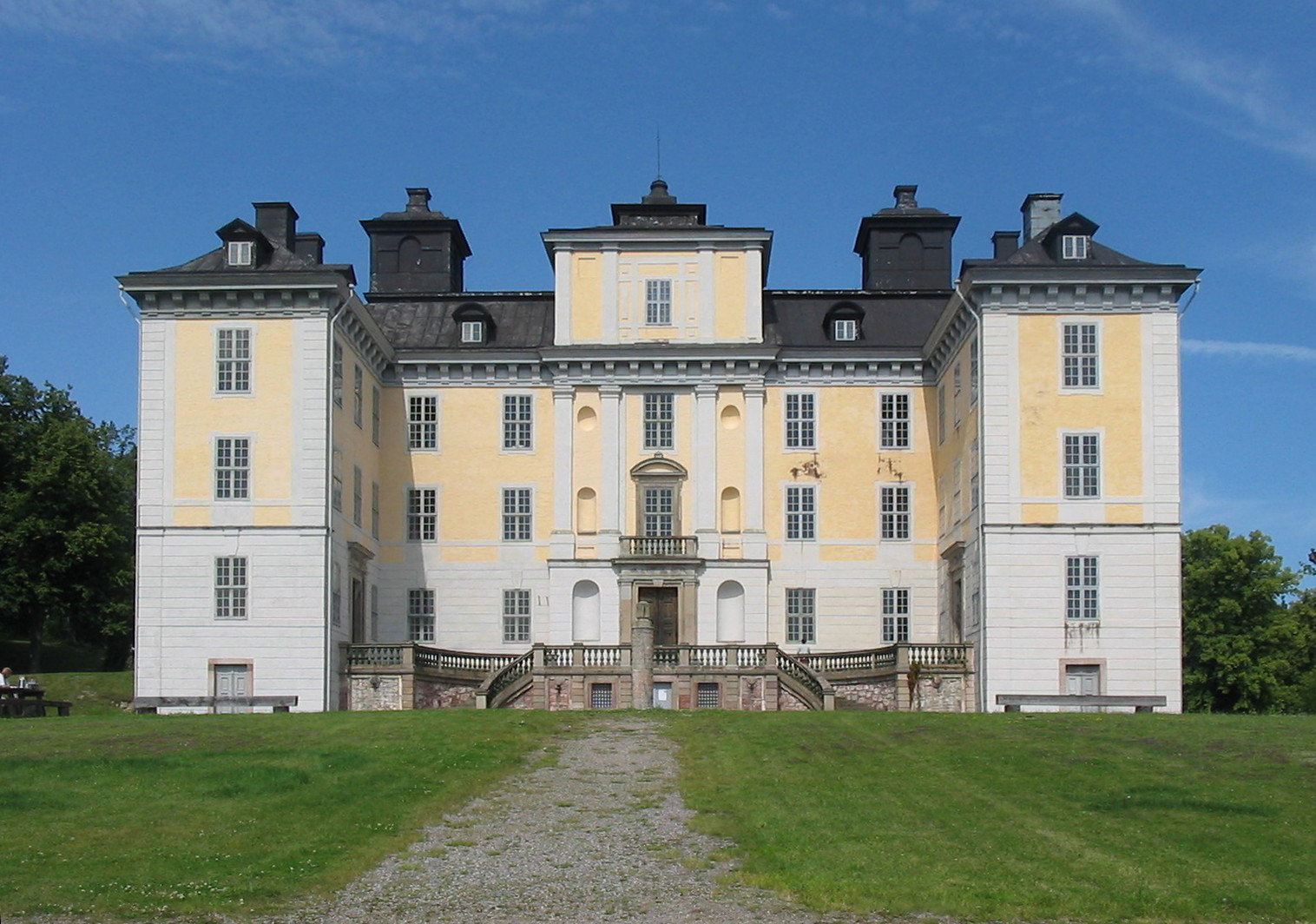
Palácio de Mälsåker